# Miramonopis viettei
Miramonopis viettei är en fjärilsart som beskrevs av László Anthony Gozmány. Miramonopis viettei ingår i släktet Miramonopis och familjen äkta malar. Inga underarter finns listade i Catalogue of Life.